# Val Lesina
Val Lesina este o arie protejată (arie specială de conservare — SAC, sit de importanță comunitară — SCI) din Italia întinsă pe o suprafață de 1.184 ha, integral pe uscat.

## Localizare
Centrul sitului Val Lesina este situat la coordonatele 46°06′20″N 9°28′43″E / 46.105556°N 9.478611°E.

## Înființare
Situl Val Lesina a fost declarat sit de importanță comunitară în iunie 1995 pentru a proteja 27 de specii de animale. Situl a fost protejat și ca arie specială de conservare în aprilie 2014.

## Biodiversitate
Situată în ecoregiunea alpină, aria protejată conține 9 habitate naturale: Grohotișuri silicioase de la nivelul montan până la nivelul zăpezii (Androsacetalia alpinae și Galeopsietalia ladani), Pajiști alpine și boreale, Păduri pe pante, grohotișuri și ravene de Tilio-Acerion, Păduri de fag Luzulo-Fagetum, Pante stâncoase silicioase cu vegetație casmofită, Formațiuni ierboase bogate în specii de Nardus, dezvoltate pe substraturi silicioase în zone montane (și în zone submontane, în Europa continentală), Păduri alpine de Larix decidua și/sau Pinus cembra, Pajiști boreale și alpine pe substrat silicios, Păduri acidofile de Picea de la nivel montan la nivel alpin (Vaccinio-Piceetea).
La baza desemnării sitului se află mai multe specii protejate:
- păsări (25): uliu porumbar (Accipiter gentilis), uliu păsărar (Accipiter nisus), minunița (Aegolius funereus), potârnichea de stâncă (Alectoris graeca saxatilis), acvilă de munte (Aquila chrysaetos), cocoșul de mesteacăn (Bonasa bonasia), șorecarul comun (Buteo buteo), Certhia brachydactyla, cojoaica de pădure (Certhia familiaris), ciocănitoare neagră (Dryocopus martius), șoim călător (Falco peregrinus), vânturel roșu (Falco tinnunculus), ciuvică (Glaucidium passerinum), Lagopus muta helvetica, pițigoi moțat (Lophophanes cristatus), Lyrurus tetrix tetrix, alunar (Nucifraga caryocatactes), pitulice de munte (Phylloscopus bonelli), Prunella collaris, stăncuță alpină (Pyrrhocorax graculus), huhurez mic (Strix aluco), silvie-mică (Sylvia curruca),  cocoș de munte (Tetrao urogallus), pănțărușul (Troglodytes troglodytes), mierlă gulerată (Turdus torquatus)
- mamifere (2): liliac cărămiziu (Myotis emarginatus), liliacul mare cu potcoavă (Rhinolophus ferrumequinum)

Pe lângă speciile protejate, pe teritoriul sitului au mai fost identificate 89 de specii de plante, 8 specii de mamifere, 1 specie de nevertebrate.